# Evarcha pseudopococki
Evarcha pseudopococki là một loài nhện trong họ Salticidae.
Loài này thuộc chi Evarcha. Evarcha pseudopococki được Peng, Xie & Joo-Pil Kim miêu tả năm 1993.